# 미야자와 히나타
미야자와 히나타(일본어: 宮澤 ひなた, 1999년 11월 21일 ~ )는 일본의 여자 축구 선수로 현재 잉글랜드 FA 여자 슈퍼리그의 맨체스터 유나이티드 위민에서 미드필더로 활약하고 있다.

## 국가대표팀 경력
2016년 FIFA U-17 여자 월드컵에 출전, 준우승. 2018년 FIFA U-20 여자 월드컵에도 출전. U-20 월드컵 스페인와의 결승전에서는 전반 38분 선제골을 넣어서 일본이 우승을 달성하는데 크게 기여하였다.
그녀는 2018년 11월 11일 노르웨이과의 경기에서 일본 국가대표팀에 데뷔했다. 2022년 AFC 여자 아시안컵 4강, 2022년 EAFF E-1 풋볼 챔피언십 우승. 2023년 FIFA 여자 월드컵에 출전, 5득점을 기록했으며 대회 득점왕에 올랐다. 2024년 하계 올림픽에도 출전했다.

## 통계
| 일본 | 일본 | 일본 |
| 연도 | 출전 | 득점 |
| ---- | ---- | ---- |
| 2018 | 1    | 0    |
| 2019 | 1    | 0    |
| 2020 | 0    | 0    |
| 2021 | 2    | 0    |
| 2022 | 13   | 4    |
| 2023 | 16   | 5    |
| 2024 | 9    | 0    |
| 통산 | 42   | 9    |

## 수상

### 클럽
도쿄 베르디 벨레자
- 나데시코 리그 : 우승 (2018, 2019), 3위 (2020)
- 나데시코 리그컵 : 우승 (2018, 2019)
- 황후배 : 우승 (2018, 2019)

### 국가대표팀
일본 여자 U-17
- AFC U-17 여자 아시안컵 : 준우승 (2015)
- FIFA U-17 여자 월드컵 : 준우승 (2016)

 일본 여자 U-20
- AFC U-20 여자 아시안컵 : 우승 (2017)
- FIFA U-20 여자 월드컵 : 우승 (2018)

 일본 (여자)
- AFC 여자 아시안컵 : 3위 (2022)
- EAFF E-1 풋볼 챔피언십 : 우승 (2022)